# Thor : Le Monde des ténèbres
Pour les articles homonymes, voir Thor (homonymie).
Série l'univers cinématographique Marvel
Iron Man 3
(2013) Captain America : Le Soldat de l'hiver
(2014)
Série Thor
Thor
(2011) Thor : Ragnarok
(2017)
Pour plus de détails, voir Fiche technique et Distribution.
Thor : Le Monde des ténèbres (Thor: The Dark World), ou Thor : Un monde obscur au Québec, est un film de super-héros américain réalisé par Alan Taylor et sorti en 2013.
C'est la suite de Thor sorti en 2011. Il est la huitième production de l'univers cinématographique Marvel., c’est le deuxième film de la phase deux.

## Synopsis
Bien avant la naissance de la lumière, il y avait les ténèbres. Et de ces ténèbres naquirent les Elfes noirs. Il y a cinq mille ans, Malekith, le chef des Elfes noirs, voulut que l'Univers retombe à jamais dans la nuit éternelle grâce au pouvoir de l'Éther, une force antique ayant une forme fluide. L'armée d'Asgard, sous le commandement du roi Bor, le père d'Odin, affronta les Elfes noirs dans leur monde : Svartalfheim (plus souvent appelé le « Monde des ténèbres »). Tandis que la Convergence (un événement cosmique qui se produit environ tous les cinq mille ans) alignait les Neuf royaumes dans les cieux, Malekith put enfin déchainer le pouvoir de l'Éther. Mais Asgard arracha l'arme à son emprise. Ce qui causa la chute des Elfes noirs. Voyant que la bataille était perdue, Malekith, accompagné de son lieutenant Algrim et des derniers Elfes noirs, prit la fuite à bord de son vaisseau. L'Éther étant indestructible, Bor ordonna de l'enterrer profondément dans un lieu inconnu.
Sur Asgard, après la bataille contre les Chitauris sur Terre, Thor ramena Loki au royaume. Il est conduit enchaîné devant Odin. Ce dernier le condamne à être emprisonné à vie dans les cachots. Pendant que Loki est emprisonné, Thor, Sif et les Trois Guerriers (Fandral, Volstagg et Hogun) voyagent à travers les Neuf royaumes afin de ramener la paix, après plusieurs révoltes à la suite de la destruction du Bifröst. Un an plus tard, la dernière bataille a lieu à Vanaheim, terre d'origine d'Hogun. De retour à Asgard, Thor célèbre sa victoire avec ses amis, mais pense toujours à Jane Foster.
Sur Terre, Jane et son amie Darcy Lewis travaillent à Londres. Darcy emmène Jane dans une usine désaffectée où les lois physiques sont localement perturbées, à cause des portails qui s'ouvrent entre les mondes. Darcy a recruté Ian, un assistant, pour l'aider. Jane trouve par hasard un portail qui la mène à l'endroit où est caché l'Éther et se retrouve possédée par la substance. Simultanément, dans un coin reculé de l'espace, Malekith et les Elfes noirs, qui sommeillaient dans leur vaisseau, sont réveillés par l'Éther. Sur le Bifröst, Heimdall parle avec Thor de la Convergence qui va bientôt se reproduire. Heimdall lui explique que Jane étudie la Convergence sans le savoir. C'est alors qu'Heimdall prévient Thor qu'il n'arrive plus à voir Jane. Celui-ci se rend immédiatement sur Terre et retrouve Jane. Il constate qu'elle a quelque chose en elle qui génère un puissant champ de force et semble la protéger. Thor décide donc de la ramener à Asgard. Odin identifie alors le pouvoir de l'Éther et explique que la puissance de la substance ne va pas seulement finir par tuer Jane, mais que sa réapparition annonce la réalisation d'une ancienne prophétie.
Pendant ce temps, Malekith confie à Algrim une pierre qui le transforme en Kurse. Ce dernier est parvenu à s'infiltrer dans Asgard et à anéantir ses défenses, permettant à Malekith et à ses troupes d'envahir le palais. Attirés par l'Éther, Malekith et Algrim recherchent Jane. En la défendant, Frigga, mère de Thor et épouse d'Odin, est tuée, mais Malekith et Algrim, à la suite de l'intervention de Thor, doivent fuir sans Jane. Odin interdit à Thor de les suivre et de quitter Asgard, mais Thor décide d'appeler à l'aide ses amis et de libérer Loki, qui est bouleversé par la mort de Frigga et connait tous les portails secrets menant vers les Neuf royaumes. Volstagg et Sif distraient les Einherjar pendant que Fandral assure la fuite de Thor, Loki et Jane vers le Monde des ténèbres, où ils comptent piéger Malekith et le tuer.
Loki parvient à manipuler Malekith pour qu'il libère Jane de l'Éther, mais Thor ne parvient pas à détruire la substance. Malekith prend alors possession de l'Éther avant de fuir, et, en affrontant Algrim, Loki est tué. Thor jure de faire honneur au sacrifice de son frère. Puis Thor et Jane reviennent sur Terre grâce à un portail qui les mène dans l'usine de Londres. Ils retrouvent Darcy et le Dr Erik Selvig, à peine remis d'un séjour en hôpital psychiatrique après avoir été possédé par Loki. Jane comprend que Malekith compte déchainer l'Éther à un endroit de la Terre où les Neuf royaumes vont se connecter lors de la Convergence. Malekith sera capable de répandre les ténèbres sur les Neuf royaumes et dans tout l'univers. Selvig localise le centre du phénomène à Greenwich. Thor affronte alors Malekith, traversant les portails pendant leur combat. Finalement, Thor parvient à envoyer Malekith dans le Monde des ténèbres juste avant que les portails ne se referment, et l'Elfe noir meurt écrasé par son propre vaisseau.
Sur Asgard, Odin félicite Thor pour ce qu'il a fait et lui propose de lui succéder sur le trône. Thor refuse et tient à ce que son père sache que Loki s'est sacrifié pour le bien de tous. Dès que Thor a quitté la pièce, l'illusion projetée par Loki s'estompe, il a un sourire radieux après cette conversation avec son frère. Il a pris la place d'Odin et a les mains libres pour régner sur Asgard.
Scène inter-générique
Sif et Volstagg traversent la salle d'un étrange musée. Une extraterrestre à la peau rose nommée Carina les conduit vers le maître des lieux. Autour d'eux, des bocaux, des cuves, avec à l'intérieur des extraterrestres de différentes espèces. Sif et Volstagg arrivent devant Taneleer Tivan alias le Collectionneur. Après avoir exécuté un salut exagéré, il reçoit de la part de ses deux visiteurs ce qu'ils sont venus lui apporter : l'Éther. Tivan leur demande pourquoi il ne serait pas à l'abri dans la chambre forte d'Asgard. Volstagg explique que le Tesseract s'y trouve déjà et qu'il serait imprudent d'entreposer deux Pierres d’Infinité l'une à côté de l'autre. Les deux guerriers partent. Une fois seul, Tivan déclare : « En voila déjà un. Plus que cinq. ».
Scène post-générique
À Londres, dans son logement, Jane est mélancolique. Elle perçoit l'ouverture du Bifröst sur la terrasse. Réjouie, elle se précipite dans les bras de Thor qui apparaît. Ils s'embrassent. Dans une zone industrielle abandonnée, un monstre de Jötunheim, ramené pendant l'affrontement entre Thor et Malekith, bondit pour essayer d'attraper des oiseaux.

## Fiche technique
Sauf indication contraire, les informations mentionnées dans cette section peuvent être confirmées par les bases de données cinématographiques IMDb et Allociné,  présentes dans la section « Liens externes ».
- Titre original : Thor: The Dark World
- Titre français : Thor : Le Monde des ténèbres
- Titre québécois : Thor : Un monde obscur[1]
- Réalisation : Alan Taylor
- Scénario : Christopher Yost et Christopher Markus et Stephen McFeely, d'après une histoire de Don Payne et Robert Rodat, avec la participation non créditée de Joss Whedon[2],[3], d'après les comics Thor créés par Stan Lee, Larry Lieber et Jack Kirby, d'après le personnage Malekith créé par Walter Simonson
- Musique : Brian Tyler
- Direction artistique : Julian Ashby, Thomas Brown, Ray Chan, Jordan Crockett, Adriaan Engelbrecht, Matthew Robinson, Mike Stallion, Hayley Easton Street et Mark Swain
- Décors : Charles Wood (it)
- Costumes : Wendy Partridge (en)
- Photographie : Kramer Morgenthau (en)
- Son : Lora Hirschberg, Juan Peralta, David C. Hughes
- Montage : Dan Lebental et Wyatt Smith
- Production : Kevin Feige et Kenneth Branagh
  - Production exécutive : Ivan Lam
  - Production déléguée : Craig Kyle, Stan Lee, Victoria Alonso, Louis D'Esposito (es), Alan Fine (en) et Nigel Gostelow
  - Production associée : Jamie Christopher et David J. Grant
- Sociétés de production[4] : Walt Disney Pictures, présenté par Marvel Studios
- Société de distribution : Walt Disney Studios Motion Pictures
- Budget : 170 millions de $[5]
- Pays de production :  États-Unis
- Langue originale : anglais
- Format[6] : couleur — 2,39:1 (CinemaScope) — son Dolby Digital / Datasat / Dolby Atmos / Auro 11.1 / SDDS / Dolby Surround 7.1
- Genre : super-héros, action, aventures, fantastique, science-fiction
- Durée : 112 minutes
- Dates de sortie[7] :
  - Royaume-Uni : 22 octobre 2013 (première mondiale à Londres)[8]
  - France, Belgique, Suisse romande : 30 octobre 2013[9],[10]
  - États-Unis : 8 novembre 2013 (sortie nationale) ; 31 août 2018 (ressortie en version IMAX) ; 12 novembre 2019 (sortie sur Disney+)
  - Québec : 8 novembre 2013[1]
- Classification[11] :
  - États-Unis : accord parental recommandé, film déconseillé aux moins de 13 ans (PG-13 - Parents Strongly Cautioned)[Note 3]
  - France : tous publics[12]
  - Belgique : tous publics (Alle Leeftijden)[9]
  - Suisse romande : interdit aux moins de 12 ans[13]
  - Québec : tous publics - déconseillé aux jeunes enfants (G - General Rating)[1]

## Distribution
- Chris Hemsworth (VF : Adrien Antoine ; VQ : Martin Desgagné) : Thor
- Tom Hiddleston (VF : Alexis Victor ; VQ : Frédéric Millaire-Zouvi) : Loki
- Natalie Portman (VF : Sylvie Jacob ; VQ : Aline Pinsonneault) : Jane Foster
- Anthony Hopkins (VF : Jean-Pierre Moulin ; VQ : Vincent Davy)[Note 4] : Odin
- Idris Elba (VF : Frantz Confiac ; VQ : Patrick Chouinard) : Heimdall
- Stellan Skarsgård (VF : Jacques Frantz ; VQ : Denis Mercier) : Dr Erik Selvig
- Christopher Eccleston (VF : Patrick Osmond ; VQ : Pierre Chagnon) : Malekith[14]
- Adewale Akinnuoye-Agbaje : Algrim / Kurse[15]
- Kat Dennings (VF : Kelly Marot ; VQ : Sarah-Jeanne Labrosse) : Darcy Lewis
- Rene Russo (VF : Véronique Augereau ; VQ : Hélène Mondoux) : Frigga[16]
- Ray Stevenson (VF : Patrice Melennec ; VQ : Louis-Philippe Dandenault) : Volstagg[17]
- Zachary Levi (VF : Emmanuel Garijo ; VQ : Philippe Martin) : Fandral[17]
- Jaimie Alexander (VF : Ingrid Donnadieu ; VQ : Marie-Claude Hénault) : Sif[18]
- Jonathan Howard (VF : Julien Alluguette ; VQ : Kevin Houle) : Ian Boothby, l'assistant
- Tadanobu Asano (VF : Stéphane Fourreau ; VQ : Stéphane Rivard) : Hogun[17]
- Chris O'Dowd (VF : Guillaume Orsat ; VQ : Marc-André Bélanger) : Richard Madison
- Alice Krige (VQ : Nathalie Coupal) : la scientifique asgardienne
- Richard Whiten : Kemper
- Russell Balogh : Einherjar
- Tony Curran (VQ : Mario Desmarais) : Bor
- Richard Brake : le capitaine des Einherjar[19]
- Brett Tucker (VF : Gilduin Tissier ; VQ : Pierre-Yves Cardinal) : le garde Einherjar (l'une des transformations de Loki)
- Glen Stanway (VF : Jérôme Wiggins ; VQ : Jean-Marie Moncelet) : l'officier de police
- Stan Lee : un patient de l'hôpital psychiatrique (caméo)
- Chris Evans (VF : Alexandre Gillet ; VQ : Alexandre Fortin) : Steve Rogers / Captain America (l'une des transformations de Loki, caméo)
- Benicio del Toro (VF : Boris Rehlinger ; VQ : Guy Nadon) : Taneleer Tivan / le Collectionneur (scène inter-générique)
- Ophelia Lovibond : Carina (scène inter-générique, non créditée)

Sources et légende : version française (VF) sur RS Doublage et AlloDoublage et version québécoise (VQ) sur Doublage Québec

Photos des acteurs principaux
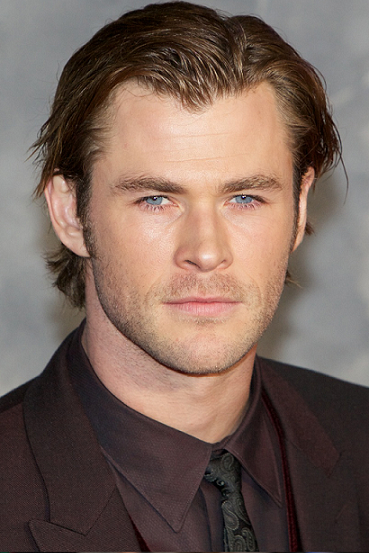
Chris Hemsworth
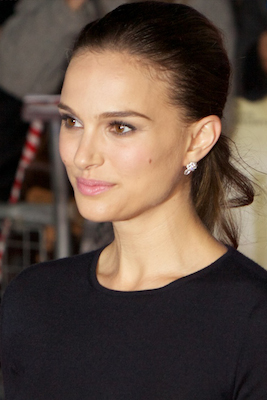
Natalie Portman
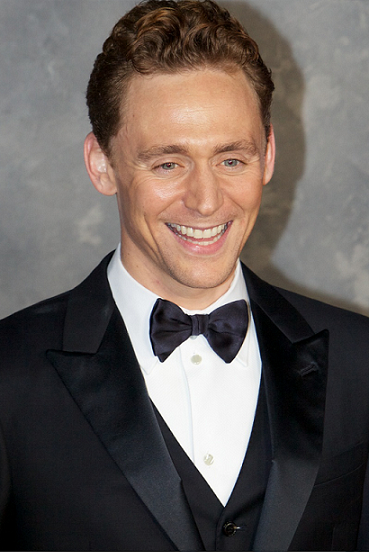
Tom Hiddleston
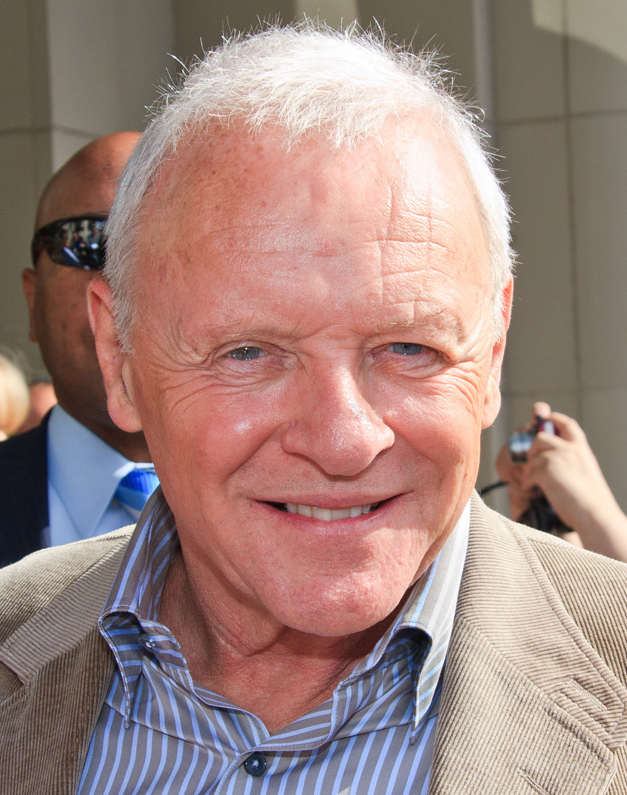
Anthony Hopkins
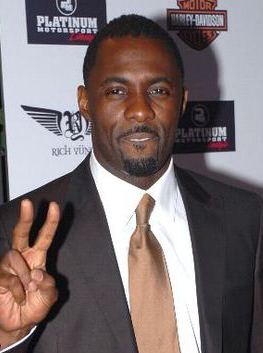
Idris Elba
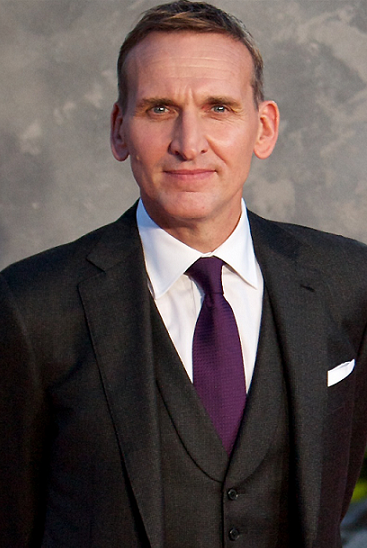
Christopher Eccleston
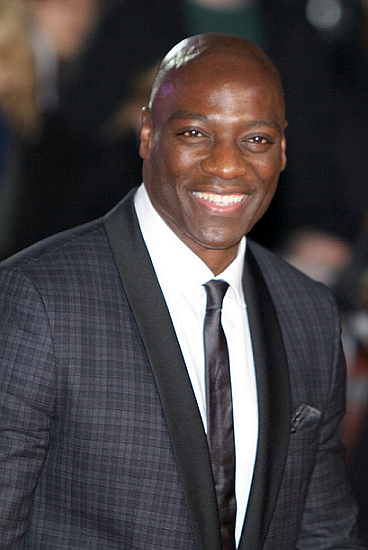
Adewale Akinnuoye-Agbaje
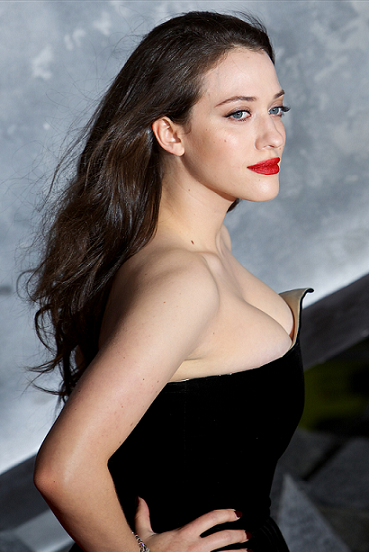
Kat Dennings

## Production

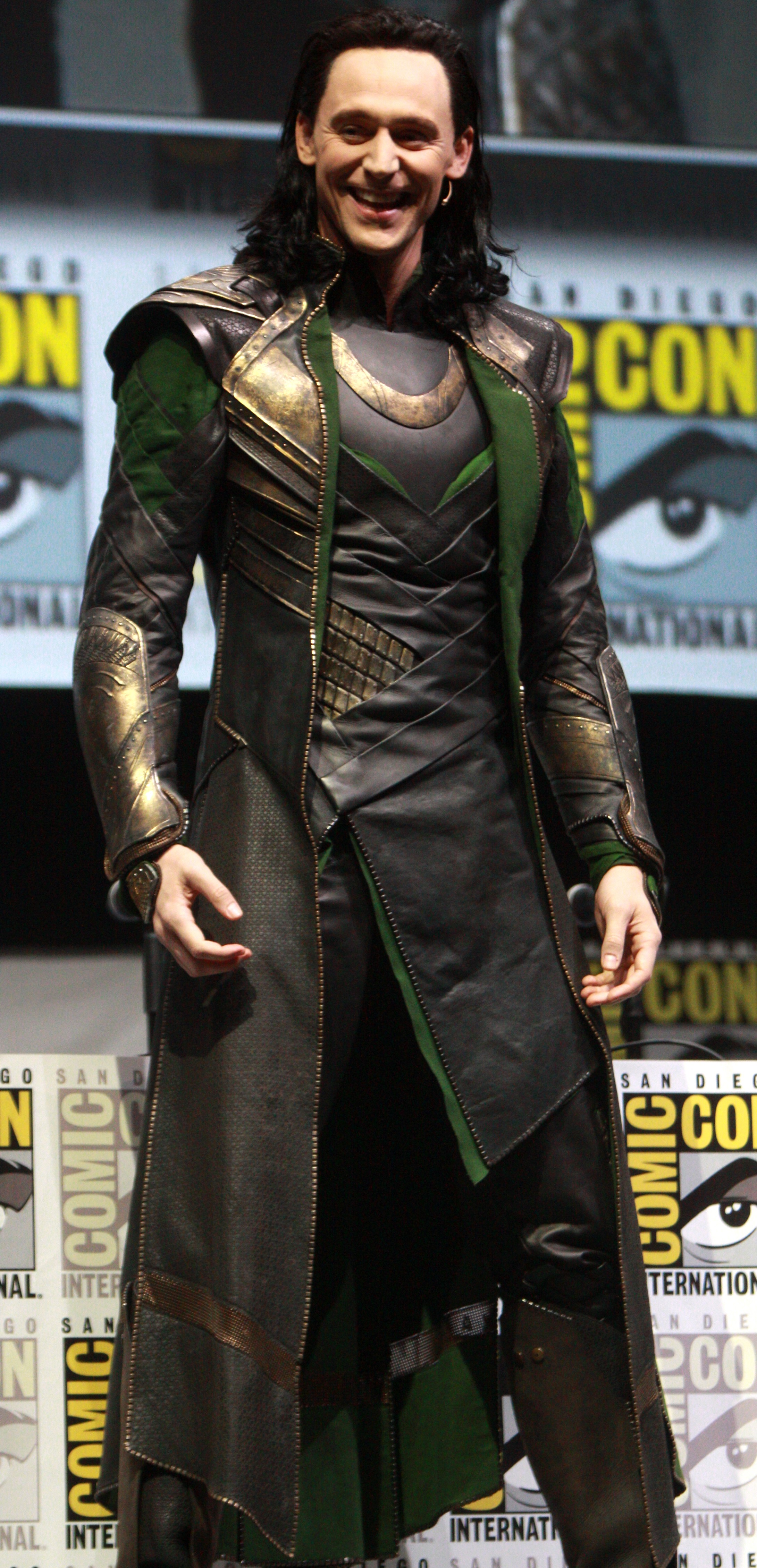
L'acteur Tom Hiddleston, au Comic-Con de San Diego, en juillet 2013.

### Développement
En 2011, Patty Jenkins, recommandée par Natalie Portman, est pressentie pour réaliser le film. À la suite d'un désaccord avec Marvel Studios et les scénaristes, elle quitte le projet. En soutien à ce départ, Natalie Portman, interprète de Jane Foster, voulait également quitter le film. Alan Taylor, qui a surtout réalisé des épisodes de séries télévisées, est choisi pour remplacer Jenkins.

### Attribution des rôles
En mai 2012, l'acteur Mads Mikkelsen était annoncé pour interpréter le rôle du « grand méchant » du film mais à la suite de son engagement sur la série Hannibal, il est contraint d'abandonner le projet,. Le 2 août 2012, l'acteur Christopher Eccleston a été choisi pour le remplacer.
Clive Russell est ensuite confirmé dans le rôle de Týr et Richard Brake dans le rôle du Capitaine Einherjar.
À cause de son engagement sur la série Once Upon a Time, Joshua Dallas abandonne le rôle de Fandral dans le film, qui est confié à Zachary Levi qui était le premier choix de la production lors du premier volet, mais n'avait pu se libérer de ses obligations sur la série Chuck.

### Tournage
Le tournage principal a lieu entre le 10 septembre 2012 et le 14 décembre 2012 en Angleterre, notamment à Londres ainsi qu'aux studios de Shepperton, aux Longcross Studios et à Farnham dans le comté de Surrey, en Islande et dans les studios californiens Raleigh Manhattan Beach Studios. L'équipe a pu tourner quelques scènes à Stonehenge grâce à une autorisation de l'English Heritage mais ne pouvait travailler que trois heures par jour, avant l'arrivée des visiteurs.
En juillet 2013, soit environ trois mois avant la sortie du film en salles, il est révélé que de nouvelles scènes, centrées sur les personnages de Loki et Odin, sont en tournage. Lors du salon Disney D23 de l'été 2013, le réalisateur Alan Taylor révèle ainsi : « Nous tournons actuellement des scènes entières, qui n'étaient pas prévues à la base. Nous avons réalisé combien le personnage de Loki était important, alors nous avons voulu faire davantage de choses avec lui. C'est un personnage dont les fans de la saga raffolent ». Indisponible durant cette phase de reshoot, Natalie Portman est remplacée par Elsa Pataky, compagne de Chris Hemsworth, pour une brève scène de baiser avec Thor.
Joss Whedon, le réalisateur d'Avengers a été appelé à la rescousse par Alan Taylor pour réécrire une scène londonienne qui ne fonctionnait pas : « Joss Whedon a atterri, réécrit la scène et avant qu'il reparte, je l'ai agrippé et lui ai dit : « Et cette scène ? Et celle-ci ? » Il a donc réécrit deux autres scènes où j'avais quelques problèmes. […] nous avons retourné les scènes ; elles étaient bien meilleures […] plus originales que ce que nous essayions de faire. ».

## Bande originale
Bandes originales de l'Univers cinématographique Marvel
Iron Man 3
(2013) Captain America : Le Soldat de l'hiver
(2014)
En mars 2013, Carter Burwell est annoncé comme compositeur de la bande originale. Cependant, en mai 2013, il quitte le projet pour différents artistiques. Brian Tyler est confirmé en juin 2013, après avoir composé la musique du précédent film de l'Univers cinématographique Marvel, Iron Man 3.
Toute la musique est composée par Brian Tyler.
| Liste des titres | Liste des titres        | Liste des titres | Liste des titres | Liste des titres | Liste des titres | Liste des titres | Liste des titres | Liste des titres | Liste des titres |
| No               | Titre                   | Durée            |                  |                  |                  |                  |                  |                  |                  |
| ---------------- | ----------------------- | ---------------- | ---------------- | ---------------- | ---------------- | ---------------- | ---------------- | ---------------- | ---------------- |
| 1.               | Thor: The Dark World    | 2:10             |                  |                  |                  |                  |                  |                  |                  |
| 2.               | Lokasenna               | 2:31             |                  |                  |                  |                  |                  |                  |                  |
| 3.               | Asgard                  | 1:55             |                  |                  |                  |                  |                  |                  |                  |
| 4.               | Battle of Vanaheim      | 1:39             |                  |                  |                  |                  |                  |                  |                  |
| 5.               | Origins                 | 3:49             |                  |                  |                  |                  |                  |                  |                  |
| 6.               | The Trial of Loki       | 2:38             |                  |                  |                  |                  |                  |                  |                  |
| 7.               | Into Eternity           | 3:40             |                  |                  |                  |                  |                  |                  |                  |
| 8.               | Escaping the Realm      | 3:53             |                  |                  |                  |                  |                  |                  |                  |
| 9.               | A Universe from Nothing | 2:20             |                  |                  |                  |                  |                  |                  |                  |
| 10.              | Untouchable             | 4:08             |                  |                  |                  |                  |                  |                  |                  |
| 11.              | Thor, Son of Odin       | 1:51             |                  |                  |                  |                  |                  |                  |                  |
| 12.              | Shadows of Loki         | 2:25             |                  |                  |                  |                  |                  |                  |                  |
| 13.              | Sword and Council       | 3:46             |                  |                  |                  |                  |                  |                  |                  |
| 14.              | Invasion of Asgard      | 2:59             |                  |                  |                  |                  |                  |                  |                  |
| 15.              | Betrayal                | 4:02             |                  |                  |                  |                  |                  |                  |                  |
| 16.              | Journey to Asgard       | 2:17             |                  |                  |                  |                  |                  |                  |                  |
| 17.              | Uprising                | 2:35             |                  |                  |                  |                  |                  |                  |                  |
| 18.              | Vortex                  | 2:20             |                  |                  |                  |                  |                  |                  |                  |
| 19.              | An Unlikely Alliance    | 3:47             |                  |                  |                  |                  |                  |                  |                  |
| 20.              | Convergence             | 3:42             |                  |                  |                  |                  |                  |                  |                  |
| 21.              | Beginning of the End    | 5:20             |                  |                  |                  |                  |                  |                  |                  |
| 22.              | Deliverance             | 2:21             |                  |                  |                  |                  |                  |                  |                  |
| 23.              | Battle Between Worlds   | 3:29             |                  |                  |                  |                  |                  |                  |                  |
| 24.              | As the Hammer Falls     | 2:40             |                  |                  |                  |                  |                  |                  |                  |
| 25.              | Legacy                  | 4:08             |                  |                  |                  |                  |                  |                  |                  |
| 26.              | Marvel Studios Fanfare  | 0:29             |                  |                  |                  |                  |                  |                  |                  |
| 1:17:11          |                         |                  |                  |                  |                  |                  |                  |                  |                  |

## Sortie et accueil

### Accueil critique
Le film a reçu un accueil critique mitigé, recueillant 66 % de critiques positives, avec une note moyenne de 6,2/10 et sur la base de 271 critiques collectées, sur le site agrégateur de critiques Rotten Tomatoes. Sur Metacritic, il obtient un score de 54/100 sur la base de 44 critiques collectées.
En France, le site Allociné propose une note moyenne de 2,8⁄5 à partir de l'interprétation de critiques provenant de 18 titres de presse.

### Box-office
Pour son 1er week-end d'exploitation américaine, le film totalise 86,1 millions de dollars de recettes. C'est le 5e meilleur démarrage d'un film de l'univers cinématographique Marvel, bien loin devant les 65 millions du premier week-end d'exploitation de Thor. En Chine, Thor : Le Monde des ténèbres réalise même un meilleur démarrage que Avengers. Le film dépasse les 500 millions de dollars de recettes mondiales autour du 20 novembre 2013.
| Pays ou région | Box-office                       | Date d'arrêt du box-office | Nombre de semaines |
| -------------- | -------------------------------- | -------------------------- | ------------------ |
| États-Unis     | 206 362 140 $,                   | 17 avril 2014              | 23                 |
| France         | 2 353 234 entrées (22 289 092 $) | 17 décembre 2013           | 7                  |
| Total mondial  | 644 783 140 $                    | 17 avril 2014              | -                  |

## Distinctions
Entre 2013 et 2015, le film Thor : Le Monde des ténèbres a été sélectionné 26 fois dans diverses catégories et a remporté 4 récompenses.

### Récompenses
2013
- Prix Schmoes d'or : Schmoes d'or du personnage le plus cool de l'année pour Loki.

2014
- Prix du jeune public : Prix du jeune public de la meilleure scène de combat pour Chris Hemsworth et Christopher Eccleston (Thor Odinson contre Malekith le Maudit).
- Prix nationaux du cinéma russe (Russian National Movie Awards) : Prix Georges du meilleur méchant étranger de l'année pour Loki interprété par Tom Hiddleston.

2015
- Prix Huading : Prix Huading du meilleur acteur mondial dans un film pour Chris Hemsworth.

### Nominations
2013
- Association des critiques de cinéma de Saint-Louis : Meilleurs effets visuels.
- Prix IGN du cinéma d'été (IGN Summer Movie Awards) : Meilleur film d'adaptation de Comics.
- Prix Rondo Hatton horreur classique (Rondo Hatton Classic Horror Awards) : Meilleur film pour Alan Taylor.

2014
- Académie des films de science-fiction, fantastique et d'horreur - Prix Saturn :
  - Meilleur film tiré d'un comics,
  - Meilleur acteur dans un second rôle pour Tom Hiddleston,
  - Meilleurs costumes pour Wendy Partridge,
  - Meilleurs effets spéciaux pour Jake Morrison, Paul Corbould et Mark Breakspear,
  - Meilleur maquillage pour Karen Cohen, David White et Elizabeth Yianni-Georgiou.
- Bande-annonce d'or : Meilleur spot TV d’un film d'action pour Walt Disney Studios Motion Pictures, Marvel Studios et Create Advertising Group (Pour la publicité télévisée intitulée "Retour").
- Festival du film noir d'Acapulco (Acapulco Black Film Festival) : Meilleur acteur de l'année pour Idris Elba.
- MTV - Prix du film et de la télévision :
  - Meilleure interprétation torse nu pour Chris Hemsworth,
  - Meilleur héros pour Thor interprété par Chris Hemsworth,
  - Personnage préféré pour Loki interprété par Tom Hiddleston.
- Prix de la Télévision de divertissement Afro-Américaines (Black Entertainment Television Awards) : Meilleur acteur pour Idris Elba.
- Prix du jeune public :
  - Meilleur film de science-fiction ou fantastique,
  - Meilleur acteur dans un film de science-fiction ou fantastique pour Chris Hemsworth,
  - Meilleure actrice dans un film de science-fiction ou fantastique pour Natalie Portman.
- Prix du public : Film de fin d'année préféré.
- Prix Empire : Meilleur acteur dans un second rôle pour Tom Hiddleston.
- Prix nationaux du cinéma russe (Russian National Movie Awards) :
  - Meilleur film d'action étranger de l'année,
  - Meilleur duo étranger de l'année pour Chris Hemsworth et Tom Hiddleston.

### Sélections
2013
- Festival de la Samain du cinéma fantastique de Nice : Longs métrages - Films en compétition.

## Éditions en vidéo
Le film est sorti en DVD et Blu-ray le 26 mars 2014 chez The Walt Disney Company France.

## Suite
En octobre 2014, Kevin Feige annonce les plans de Marvel Studios pour la suite de l'expansion de l'univers cinématographique Marvel, comportant un troisième film centré sur le personnage, Thor : Ragnarok. Le film sera réalisé par Taika Waititi, pour une sortie aux États-Unis prévue le 3 novembre 2017.